# Addo Lodovico Trinci
Addo Lodovico Trinci (* 1956 in Pistoia) ist ein italienischer Fotograf und Installationskünstler.

## Leben und Werk
Addo Lodovico Trinci lebt und arbeitet in Pistoia und ist Autodidakt. Er schafft vorwiegend Fotos und Installationen.
Trinci hatte 1991 im Museo Riz A Porta in Florenz eine Einzelausstellung und war 1992 Teilnehmer der documenta IX in Kassel. 2016 stellt er im Rahmen der 11. internationalen Fotobiennale in Moskau Fotografien im Multimedia Art Museum, Moskau aus.